# Obanos
Obanos település Spanyolországban, Navarra autonóm közösségben. Obanos Puente La Reina, Legarda, Uterga, Muruzábal, Enériz, Añorbe, Artajona és Mendigorria községekkel határos. Lakosainak száma 910 fő (2024).

## Népesség
A település népessége az elmúlt években az alábbi módon változott:
| Lakosok száma | 805  | 875  | 889  | 979  | 926  | 919  | 923  | 935  | 928  | 910  |
|               | 2001 | 2004 | 2006 | 2009 | 2011 | 2014 | 2016 | 2019 | 2021 | 2024 |